# AHRLAC
Az AHRLAC (Advanced High Performance Reconaissance Light Aircraft – kb. fejlett, nagy teljesítményű, könnyű, felderítő repülőgép)  fejlesztés alatt álló dél-afrikai könnyű felderítő és csatarepülőgép, melyet a Paramount Group és az Aerosud fejlesztett ki. A gépet 2011 szeptemberében mutatták be, a prototípus 2014-ben repült először. A felfegyverzett változat neve Mwari, az Egyesült Államokban továbbfejlesztett változat neve Bronco II.

## Története
Az első dél-afrikai fejlesztésű merev szárnyú harci repülőgép, egyúttal a második dél-afrikai katonai célú repülőeszköz (az AH–2 Rooivalk harci helikopter után).
A gép fejlesztését a Paramount Group hadiipari vállalat és az Aerosud repülőgépgyár végzi 2011-től. A gépet felderítési feladatokra, járőrfeladatokra, lázadó csoportok elleni harcra, csempészet elleni tevékenységre, valamint katasztrófaelhárításra szánják. Feladatköre és aerodinamikai elrendezése is sok hasonlóságot mutat az amerikai OV–10 Bronco repülőgéppel. A sárkányszerkezet kialakításánál nagy figyelmet fordítottak a jó kilátás biztosítására.
A gép prototípusával az első felszállást 2014. július 26-án hajtották végre, majd augusztus 13-án mutatták be a nyilvánosság előtt. 2016-ban jelentették be, hogy a Boeing is csatlakozott a gép fejlesztési projektjéhez. A Boeing szállítja a gép elektronikus vezérlőrendszerét, amellyel a gép teljes értékű harci repülőgéppé válik. A gép ára 10 millió USD alatt alakulna a tervek szerint.
2018 februárjában jelentették be, hogy a gép továbbfejlesztett változatát az Egyesült Államokban Bronco II néven hozzák forgalomba.

## Műszaki jellemzői
Vegyes építésű repülőgép. A szerkezeti elemek többsége fémből, kisebb része kompozit műanyagból készül. Kétfaroktartós kialakítású repülőgép, felső elhelyezésű, szabadonhordó szárnyakkal, melyek kis mértékben előre nyilazottak. A törzs kétszemélyes, a tandem elrendezésű pilótafülképen az ülések függőleges irányban jelentős eltolással rendelkeznek, ez a hátsó ülésből is jó kilátást biztosít. A pilótafülkét két Martin-Baker gyártmányú Mk. 17 katapultüléssel szerelték fel. A törzs végében helyezték el a tolólégcsavart hajtó PR6–66 légcsavaros gázturbinát. A gép 7–10 óra repülési idővel rendelkezik egy feltöltéssel. Fegyverzetét egy beépített 20 m-es F2 típusú gépágyú, valamint külső felfüggesztő pontokra helyezhető fegyverzet alkotja. A négy vagy hat, szárnyon lévő felfüggesztő pontokra légiharc-rakéták, földi célok elleni nem irányított rakéták, irányított levegő-föld rakéták (pl. Mokopa), valamint Mk. 81 és Mk. 82 légibombák függeszthetők. A törzs hátsó részén, a hajtómű alatt gyorsan cserélhető, moduláris kiépítésű eszközök rögzíthetők, pl. radarberendezés, ELINT eszközök, rádióelektronikai harcra szolgáló eszközök és egyéb érzékelők (optikai és infravörös  kamerák) helyezhetők el.

## Műszaki adatok

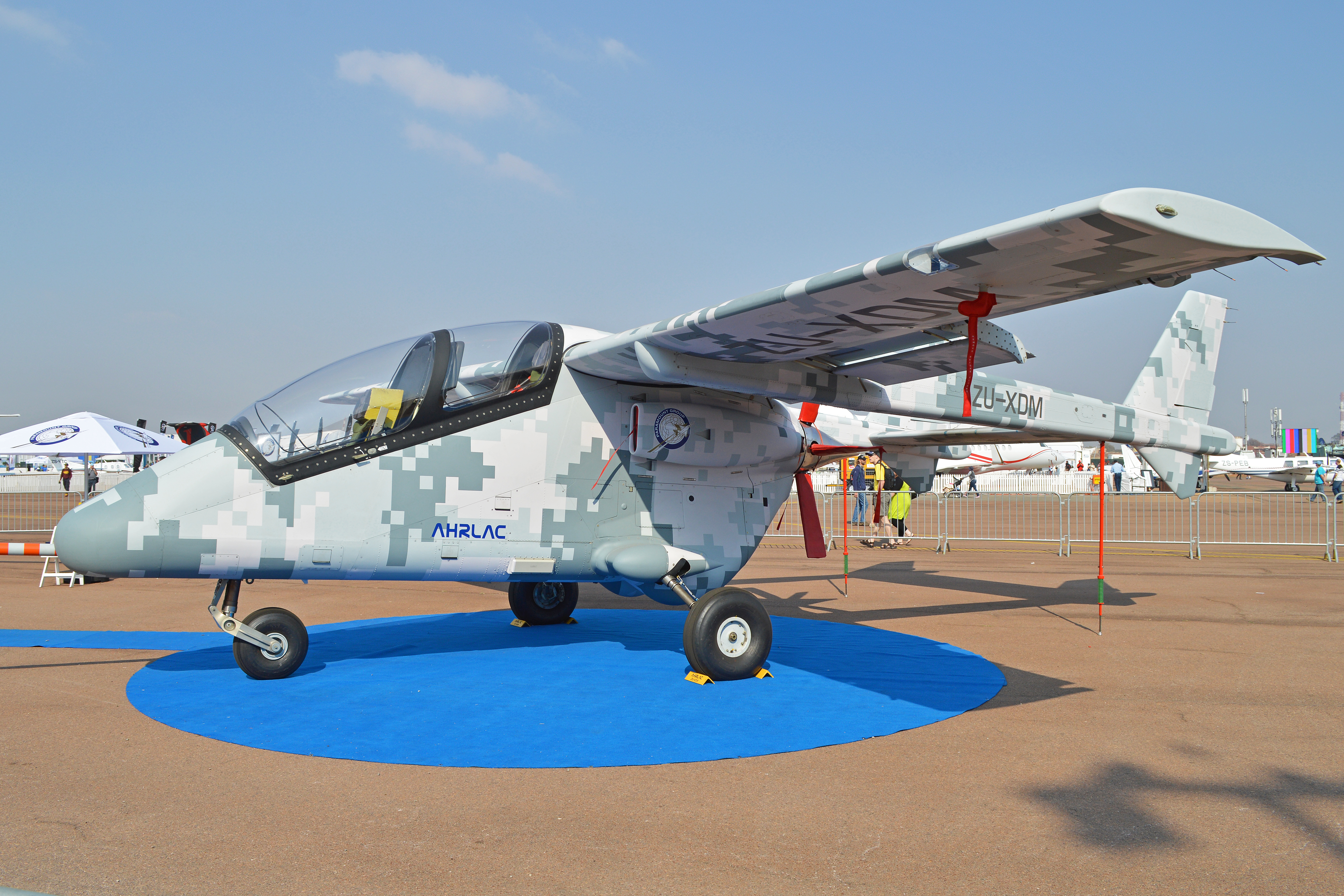
Az AHRLAC 2014 szeptemberében az Afrikai Repülési és Védelmi Kiállításon

### Geometriai méretek és tömegadatok
- Hossz: 10,3 m
- Szárnyfesztávolság: 11,9 m
- Magasság: 4,0 m
- Üres tömeg: 2000 kg
- Maximális felszálló tömeg: 3800 kg

### Hajtómű
- Hajtóművek száma: 1 db
- Típusa: Pratt & Whitney PT6A–66 légcsavaros gázturbina
- Felszálló teljesítmény: 710 kW (950 LE)

### Repülési jellemzők
- Legnagyobb sebesség: 504 km/h
- Hatótávolság: 2130 km
- Repülési idő: 7–10 óra
- Legnagyobb repülési magasság: 9450 m
- Felszállási úthossz: 550 m

### Hasonló feladatkörű repülőgépek
- OV–10 Bronco
- Embraer EMB 314 Super Tucano
- Utva Lasta
- IAR 823
- FAdeA IA 73